# حبیب‌الله عین‌الملک

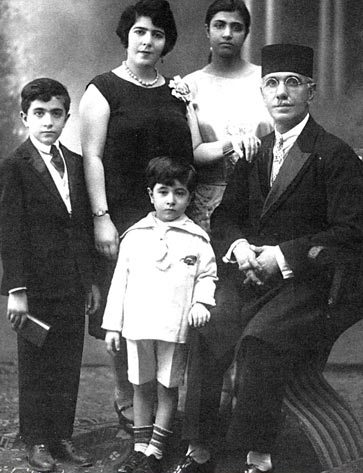
حبیب‌الله عین‌الملک (راست) به همراه خانواده اش در بیروت در سال ۱۹۲۹ میلادی

حبیب‌الله عین‌الملک پدر امیرعباس هویدا یکی از نخست‌وزیران ایران در زمان حکومت محمدرضا پهلوی، و فریدون هویدا، «نویسنده، سیاست‌مدار و نقاش ایرانی» بود.
حبیب‌الله عین‌الملک سال‌ها سفیر ایران در لبنان و عربستان و دیگر کشورهای عربی بود که در حجاز(عربستان)، لبنان و اردن می‌زیست و زمانی سرپرست محفل بهاییان بود.